# 동래초등학교
동래초등학교는 대한민국 부산광역시 금정구에 있는 사립 초등학교이다.

## 학교 연혁
- 1965년 1월 14일: 개교

## 참고 자료
- 동래초등학교 - 한국교육학술정보원 학교알리미